# Cynapes baptizatus
Cynapes baptizatus là một loài nhện trong họ Salticidae.
Loài này thuộc chi Cynapes. Cynapes baptizatus được Arthur Gardiner Butler miêu tả năm 1876.